# 무라사키가와 신호장
무라사키가와 신호장(일본어: 紫川信号場)은 일본 후쿠오카현 기타큐슈시 고쿠라기타구에 소재하는 규슈 여객철도 가고시마 본선 · 닛포 본선의 신호장이다. 양 선의 중복 구간과 존재하지만, 양질적으로는 가고시마 본선의 단독 신호장이다.

## 배경
고쿠라역 구내의 무라사키가와 강 교량 개량 공사가 진행되어, 공사 스페이스의 관계상, 교량 부분의 화물선이 단선화 되기 때문으로 설치되었던 것이 이 신호장이다.

## 구조
예전에 무라사키 강으로 끼는 다리는 육교 없는 철교였지만, 2000년 9월 11일에 이 신호장이 개설되었던 이후, 화물선의 단선화와 함께, 당초는 가고시마 본선 여객 하행선 부분만 단선 형태의 가설 철교가 설치되어, 화물선부터 차례대로 2선 정도의 보조로 콘크리트 다리로의 수리 공사가 진행되고 있었다. 소정의 화물선 공사를 마쳐서 가고시마 본선 여객선 부분의 공사로 착수한 것은 2003년 10월 중순 무렵으로, 소정의 화물선 부분 및 가고시마 본선 여객 전용 상행선 부분은 이미 밸러스트 궤도로 완성되어 있다. 닛포 본선 부분은 미착공의 철교로, 콘크리트 다리로 완성하고 난 가고시마 본선 화물 전용선 및 여객 전용선 부분과 비교해서 선로의 높이가 일단 낮은 상황이다.
2007년 11월 17일 심야부터 18일 이른 새벽에 걸친 소정의 가고시마 본선 여객 전용선 부분의 공사를 마쳐서, 가고시마 본선 여객 전용 하행선만 가설 철교로부터 소정의 상행선 부분으로 이설되었기 때문에, 가설 철교 부분은 잠시 사용 정지되었다.
2008년 11월 20일 시점으로는, 소정의 하행선 및 단선 형태의 가설 철교 부분은 새로운 경로, 침목, 밸러스트 정비가 행해지고 있어, 2009년 1월 1일 19:30부터 1월 2일 이른 새벽에 걸쳐서 닛포 본선 상행선 및 하행선에 대해서도 가설 선로로의 전환이 행해졌다.
이 가설 전환 후는, 닛포 본선 부분의 수리 공사로 착수할 예정이다. 기타큐슈시의 도시 계획으로 행해지고 있어 이 다리의 수리 공사는 2011년도까지 계속될 이정이라고 한다.

## 역사
- 2000년 9월 11일 : 개설

## 인접 역
| 가고시마 본선 · 닛포 본선 | 가고시마 본선 · 닛포 본선   | 가고시마 본선 · 닛포 본선 |
| ------------------------- | --------------------------- | ------------------------- |
| 고쿠라 모지 항 방면       | ■ 가고시마 본선 ■ 닛포 본선 | 니시코쿠라 가고시마 방면  |